# 西武造園
西武造園株式会社（せいぶぞうえん）は、東京都豊島区に本社を置く造園・緑化の企画・設計、施工、維持管理などを行う西武グループの企業。

## 概要
1983年（昭和58年）に西武不動産（現在の西武プロパティーズ）が造園部門を分離し設立された造園会社。
東武緑地、石勝エクステリア、京王グリーンサービス、京成バラ園芸、グリーンアンドアーツ、阪神園芸、京阪園芸などと同様に、鉄道系造園会社の一つである。
関東圏を中心として関西・近畿、中国、四国、九州、沖縄に事業所を展開している。
事業内容としては、造園空間の調査設計及び企画並びに施工・維持管理の業務、公園・ゴルフ場等の管理運営、緑化事業に関するコンサルタント業務、土木・造園緑化等資材の販売等。

## 主な実績
主に自社が所属している西武グループの企業（西武鉄道やプリンスホテル等）からの事業請負が多い。施設周辺造園・緑化や壁面緑化等の主な実績は以下の通り。
- 西武鉄道各駅（野方駅、石神井公園駅、本川越駅、航空公園駅等、西武線駅緑化において都市緑化機構理事長賞受賞）
- マルヤガーデンズ（グッドデザイン賞）
- 京都大学百周年時計台
- 東京国際大学グラウンド
- 日本ヒューレットパッカード株式会社本社ビル
- 中野マルイ
- 次世代スーパーコンピュータ施設
- 磯子火力発電所（2011年12月現在）

その他、管理運営事業として、関東圏では国営昭和記念公園、国営武蔵丘陵森林公園、国営・都立東京臨海広域防災公園、都立狭山丘陵グループ等、関西圏では滋賀県営びわこ文化公園、大阪府営深北緑地等の管理運営に携わっている。

## 独自技術
壁面緑化の新しい工法としてリーフウォール工法（登録商標　第5451028号）を2011年から始めている。これは自社で開発された独自技術で、主な特徴としては植物を植える基盤として必要だった容器と土を一切使用しないこと。その代わりにスポンジ状で多孔質の固化培土を基盤として使用し、金網で固定している。従来の土を使った工法は経年により土の流出や目詰まりを引き起こすことがあったり、均一な保水性が保てないことや基盤の高温化等により植物の健全に保つことが難しかったが、この新工法により著しい改善がみられるようになった。
また、環境教育プログラムとしてはち育（登録商標　第5662250号）を2013年から実施している。管理運営を行う都市公園内でみつばちを飼育し、みつばちの特性を活かしたイベント等の開催や、採蜜したはちみつによる商品開発等による地域活性化を目指す事業である。

## 子会社
- 西武造園株式会社の地域戦略子会社として、西武緑化管理株式会社と横浜緑地株式会社がある。また、2020年4月1日に西武グループ初の農業分野における農地所有適格法人の新会社西武アグリ株式会社が子会社として設立した。この４社を総称して「西武造園グループ」と表現する場合がある。

## 不祥事
- 2001年（平成13年）11月30日、東京都発注の大型造園工事の指名競争入札で、西武造園を含む計106社が談合を繰り返したとして、公正取引委員会から排除勧告を受けている。各社はこれに応諾、つまり事実を認めて、東京都は同年12月25日から翌2002年（平成14年）の6月24日までの6カ月間、社会的信用失墜を事由としてこの2社を指名停止にしている。また、2002年（平成14年）3月29日には、公正取引委員会の方から課徴金の納付命令が出され、そして同年10月30日には損害賠償請求が東京都の方からだされている。
- 2023年（令和5年）7月21日、資格要件を満たさない者を監理技術者として工事現場に配置したとして、関東地方整備局長から監督処分（営業停止22日間）を受けた[3]。